# Лань Ін
Лань Ін (藍瑛, 1585 — 1666) — один з найбільших художників-живописців часів династії Мін, провідний представник «школи Чже».

## Життєпис
Народився у 1585 році у м. Цяньтан (на території сучасного м.Ханчжоу, провінція Чжецзян). Про його життя мало відомостей. За низкою даних він майже не залишав свою рідну область. З молодих років вирішив присвятити себе живопису. Згодом став лідером «школи Чже» (Чже-пай). Помер у 1666 році.

## Творчість
Лань Ін був професійним живописцем, що працював переважно в жанрі шань-шуй (山水, «живопис гір і вод»), в руслі майстрів академічної школи династій Північна Сун та Південна Сун, а також художників з династії Юань.
Всього відомо близько 90 його робіт. Творчість Лань Іна відрізняється стилістичною неоднорідністю, уподібнюючись в цій якості творчості багатьох інших мінських художників. Твором, найбільш характерним як для авторської манери, так і для стилю «школи Чже» даного періоду, вважається сувій «Хуашань Цю чжун ту» («Гори Хуа в розпал осені», 311,2 х102, 4 см, шовк, туш, фарби, 1652 рік, Шанхайський художній музей), де представлено неймовірне змішання різних за походженням елементів. Його структура запозичена з північносунського академічного пейзажу. Щодо щільності композиції, детальної опрацьованості зображень і колористичної насиченості сувій наближається до робіт Ван Мена, а в окремих фрагментах і прийомах листи вгадується стилізація досягнень «південної» пейзажної школи (нань-цзун). Проте своєрідність в моделюванні і передачі фактури скель, розподіл колірних плям і поєднань туші і фарби — риси, що дозволяють досягати цікавого декоративного ефекту, визначили нетривіальність авторського почерку.
Вплив північносунського академічного пейзажу, впізнаване по приглушеним тонам живопису, щільній структурі просторових планів, що накладаються один на одного, ретельної передачі найдрібніших деталей зображення, подробиць фактури гірських форм, будівель, стовбурів та гілок дерев, помітно також в картині «Сун мен вань Цуй ту» («Сплячі сосни у вечірній бірюзі», варіант перекладу "Зелені пагорби ", 160x55 см, шовк, туш, фарби, Муніципальний художній музей, Тяньцзінь). Індивідуальність автора виявляється в оригінальному колірному рішенні дерев на першому плані, крони яких з тонко виписаній листям виконані блакитною, з мерехтивими відтінками, фарбою.
В інших роботах художник, навпаки, застосовує ескізну манеру письма і вдається до умовного, навмисно примітивного трактування елементів ландшафту, приклад чого — картина «Бай юнь хун шу ту» («Білі хмари, червоні дерева», 190x48, 2 см, папір, туш, фарби, 1658 рік, музей Гугун, Пекін). Її композиція, зібрана з порослих деревами осінніх скель, привертає колірними контрастами гірських форм, виконаних в інтенсивних зелених й синіх тонах, підкреслених коричневими деревними стовбурами і строкатістю листяних крон білого та червоного кольору, що проходить почергово.